# オオコウモリ
オオコウモリ（大蝙蝠、英語 megabat）は翼手目の1グループで、オオコウモリ上科（オオコウモリじょうか、Pteropodoidea）オオコウモリ科（オオコウモリか、Pteropodidae）の1上科1科を構成する。伝統的な分類ではこの上科のみでオオコウモリ亜目（大翼手亜目、Megachiroptera）を構成してきたが、もう一方の亜目であった小翼手亜目が側系統となったため、分子系統に基づく分類では陰翼手亜目の一部となる。Fruit bat（フルーツバット、フルーツコウモリ）、特にスンダオオコウモリ属とオオコウモリ属は Flying fox（空飛ぶキツネ）と呼ばれることもある。1917年に3つの亜科が提唱されたが、現在では6つの亜科が認められており、さまざまな族も存在する。およそ200種が分類されている。
化石記録はコウモリの中で最も断片的であるため、進化に関する有力な説は遺伝子データに基づくものである。おそらくオーストラレーシアで進化し、現生種の共通祖先は約3100万年前に存在していた。多くの系統はメラネシアに起源を持ち、その後アジア、地中海、アフリカに分散したと考えられる。現在はユーラシア、アフリカ、オセアニアの熱帯および亜熱帯地域から知られる。
コウモリの中でも最大の種が含まれ、一部の種では体重 1.45 kg（キログラム）、翼開長 1.7 m（メートル）に達する。ただし小型の種も多く含まれ、約3分の1の種は体重50 g（グラム）未満である。犬のような顔、爪のある第2指、および短い尾膜が特徴で、少数の種には尾がある。急速な酸素消費、毎分700回を超える心拍数の維持、大きな肺容量などにより飛行に適応している。
ほとんどの種は夜行性または薄明薄暮性だが、いくつかの昼行性の種も知られる。活動していないときは樹木や洞窟で休む。単独で休む種もあれば、100万匹もの大規模なコロニーを形成する種もある。ほとんどの種はエコーロケーションができず、視覚と嗅覚を頼りに食料を探して飛行する。主に果実を食べるが、いくつかの種は花の蜜を食べる。その他には葉、花粉、枝、樹皮なども食べる。
性成熟が遅く、繁殖力も低く、ほとんどの種は4–6ヶ月の妊娠期間で1頭の幼獣を産む。すなわち個体数が減少すると個体数が回復するのが遅い。4分の1の種が絶滅危惧種に指定されており、生息地の破壊と乱獲が大きな要因である。一部の地域では人気の食料源であり、個体数の減少や絶滅につながっている。人間に感染する可能性のあるいくつかのウイルスを保有しており、公衆衛生に携わる人々の関心を集めている。

## 進化と分類

### 分類の歴史
オオコウモリ科は1821年にイギリスの動物学者であるジョン・エドワード・グレイによって初めて記載された。彼はオオコウモリ属 Pteropus をタイプ種としてオオコウモリ科を設立し、学名を Pteropidae とした。そしてこの科を現在では用いられない食果亜目 Fructivorae に分類した。食果亜目には、現在は用いられない Cephalotidae 科が含まれており、この科には Cephalotes 属が含まれていた。この属名は現在はケナシフルーツコウモリ属 Dobsonia のシノニムとされている。グレイの命名はタイプ属（語幹）Pteropus の語尾の誤解に基づいている可能性がある。Pteropus は古代ギリシア語の πτερόν（pterón、「翼」）および πούς（poús、「足」）に由来する。Pteropus の後節 -pus の語幹は pod- であるため、ラテン語化されたギリシア語由来の語 Pteropus の連結形は Pteropod- になる:230。 フランスの生物学者であるシャルル・リュシアン・ボナパルトは1838年に修正された学名 Pteropodidae を初めて使用した:230。
1875年に動物学者のジョージ・エドワード・ドブソンは翼手目を2つの亜目に分けた。大翼手亜目 Megachiroptera（または Macrochiroptera）および小翼手亜目 Microchiroptera で、英語ではそれぞれmegabat（オオコウモリ類）、microbat（ココウモリ類）と呼ばれる。ドブソンは2つのグループの体の大きさの違いを示すためにこのように命名した。その名の通り、通常オオコウモリ類の方が大型である。彼はオオコウモリ亜目にオオコウモリ科のみを分類した。
カール・フォン・リンネの時代以来、特にオオコウモリが霊長類に近いという意見があり、「ココウモリとオオコウモリでは、脳と視神経の接続の仕方がまったく異なり、オオコウモリのそれは霊長目および皮翼目（ヒヨケザル目）と同一で、他の哺乳類には見られない独特のものである」ことを根拠に、「ココウモリはトガリネズミ目から進化し、オオコウモリはそれより後に霊長目から進化した」という、コウモリ類２系統説が1986年に提唱された。しかし後にコウモリは単系統群であることが明らかになっている。
2001年の研究では、オオコウモリ亜目とコウモリ亜目は進化関係を正確に反映していないことが判明し、新しい亜目である陽翼手亜目 Yangochiroptera と陰翼手亜目 Yinpterochiroptera が提唱された。この分類体系はその後数回検証され、広く支持されるようになった。2005年以来陰翼手亜目は「Pteropodiformes」とも呼ばれている:520–521。陰翼手亜目にはオオコウモリ科、アラコウモリ科、オナガコウモリ科、ミゾコウモリ科、ブタバナコウモリ科、キクガシラコウモリ科などが含まれる。陰翼手亜目はキクガシラコウモリ上科 Rhinolophoidea とオオコウモリ上科 Pteropodoidea から成る。
デンマークの哺乳類学者であるクヌート・アンデルセンは、オオコウモリ科を Macroglossinae、Pteropinae（Pteropodinae に訂正されている）、Harpyionycterinae の3亜科に分類した:496。1995年の研究では、ヨアケオオコウモリ属、オナガフルーツコウモリ属、シタナガフルーツコウモリ属、ハナフルーツコウモリ属、クロハラフルーツコウモリ属、アフリカシタナガフルーツコウモリ属が分類されるMacroglossinae亜科は側系統群であることが判明した:214。その後は Pteropodinae 亜科内の Macroglossini 族に分類され、シタナガフルーツコウモリ属とハナフルーツコウモリ属のみを含むとされる。ヨアケオオコウモリ属とクロハラフルーツコウモリ属は Pteropodinae 亜科の他の族に、アフリカシタナガフルーツコウモリ属は Rousettinae 亜科の Myonycterini 族に分類され、オナガフルーツコウモリ属は分類が不明確である。
1917年のアンデルセンの分類以来、他の亜科や族の分類も変化している。1997年に形態的特徴に基づいて6亜科と9族に分類されたが、2011年の遺伝学的研究では、これらの亜科の一部は側系統群であり、種間関係を正確に表していないと結論づけられた。1997年に提唱された亜科のうち、Cynopterinae、Harpyionycterinae、Nyctimeninae は単系統性が支持された。Macroglossini、Epomophorinae + Rousettini、Pteropodini + Melonycteris の3つの系統群が発見された。2016年に行われたアフリカに分布する種を対象とした遺伝学的研究も、1997年の分類に異議を唱えた。Epomophorinae 亜科は Rousettinae 亜科に含まれ、Rousettinae 亜科の族はさらに細分化された。以前は Rousettinae 亜科の Rousettini 族に分類されていたストローオオコウモリ属は、独自の Eidolinae 亜科に移された。
1984年にアフリカで発見された化石属である Propotto に対し、Propottininae 亜科が提唱された。この属は調査の結果キツネザル上科に分類されることが明らかになった。2018年時点でオオコウモリ科には197種が分類されており、約3分の1はオオコウモリ属が占める。2024年現在は202種が分類されている。

### 進化の歴史

#### 化石記録と分岐
本科の化石記録は他のコウモリよりも不完全である。一般的にコウモリの骨格は脆いため化石に残りにくいが、オオコウモリは大きく頑丈な骨格を持っているにもかかわらず、その化石記録は最も不完全である。さらにオオコウモリ科は最初に分岐した主要なグループであるにもかかわらず、化石記録が最も少ない。これほど化石が少ない理由としては、オオコウモリの分布する熱帯地域ではヨーロッパや北米に比べてサンプルの採取量が少ないこと、熱帯地方では生物が化石化しにくい可能性があること、化石が形成されてもその後の地質活動によって破壊される可能性があることなどが挙げられる。化石のうち98%以上が失われていると推定されている。化石が失われていても、コンピューターを用いた系統学により年代や分岐時期を推定することができる。オオコウモリ科は約5800万年前に、他のすべてのコウモリから分岐した。オオコウモリ科のクラウングループは約3100万年前に存在していた。

#### 生物地理学

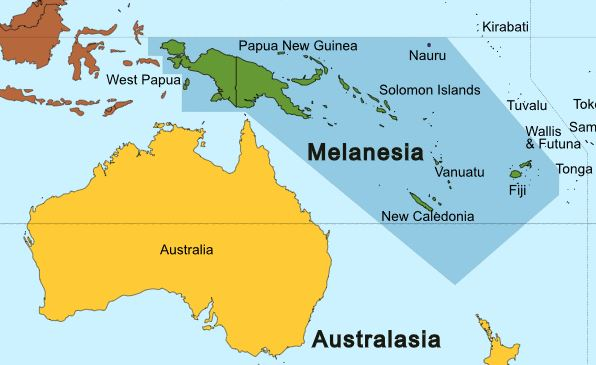
メラネシアは多くのオオコウモリの起源である可能性が高い。

生物地理学的分析に基づくと、オオコウモリはオーストラレーシアに起源を持つ可能性が高い。またニューギニア島を含むメラネシアの島々は、Cynopterinae 亜科を除くほとんどのオオコウモリの起源の有力な候補であることも明らかになっている。6つの核遺伝子とミトコンドリア遺伝子の分析結果に基づくと、Cynopterinae 亜科はスンダ大陸棚に起源を持つ可能性が高い。オオコウモリはこれらの地域からアジアやアフリカを含む他の地域に定着した。2016年の研究によると、少なくとも4回アフリカへの進出が起こっており、ポールフルーツコウモリ、ルーセットオオコウモリ属、Scotonycterini、「endemic Africa clade」が進出したとされ、「endemic Africa clade」には Stenonycterini、Plerotini、Myonycterini、Epomophorini が含まれる。オオコウモリがアフリカに到達した時期は不明だが、後期中新世までには Scotonycterini、Stenonycterini、Plerotini、Myonycterini、Epomophorini が分布していた。またアフリカに到達した方法も不明であり、末期中新世に中東がさらに乾燥する前に、中東を経由して到着した可能性がある。またアフリカ大陸とアラビア半島をユーラシア大陸とつないでいたゴンフォテリウム陸橋を経由して到達した可能性もある。オオコウモリ属はアフリカ大陸には分布せず、メラネシアからアイランドホッピングによりインド洋を渡って分散したと考えられる。これは体格が小さく飛行能力が限られる他のオオコウモリでは考えにくいことである。

#### エコーロケーション
オオコウモリ以外のコウモリは喉頭によるエコーロケーションを行うことができる。オオコウモリだけがエコーロケーションを失ったのか、それとも他のコウモリが独自にエコーロケーション能力を進化させたのかは不明であり、コウモリの進化におけるこの未知の要素は「生物学における大きな難題」とされていた。2017年に行われたコウモリの胚発生に関する研究によると、オオコウモリの胚は他のコウモリのように大きく発達した蝸牛を持つが、出生時には小さな蝸牛となった。これによりエコーロケーションはコウモリの間で一度進化しており、オオコウモリはその機能を後に失ったことが明らかになった。ただし、ルーセットオオコウモリ属は舌を鳴らすことで原始的なエコーロケーションを行う。またヨアケオオコウモリ、コイヌガオフルーツコウモリ、ヒルシタナガフルーツコウモリなど一部の種は、翼を使って他のコウモリが行うエコーロケーションと同様のクリック音を出す。
エコーロケーションと飛行はどちらもエネルギー消費量の多い行動である。エコーロケーションを行うコウモリは、発音と飛行に関与するメカニズムを結合することで、追加のエネルギーを軽減している。発音のために空気を加圧する代わりに、翼の力を使用して空気を加圧し、羽ばたきとエコーロケーションを同期させることでエネルギー消費を削減している可能性がある。オオコウモリにおけるエコーロケーションの喪失は、飛行とエコーロケーションを分離したことによる可能性がある。オオコウモリの体は他のコウモリと比較して大きいため、飛行とエコーロケーションの結合が崩れてしまい、エコーロケーションを行うことはエネルギー消費量が多すぎることが明らかになっている。

### 下位分類

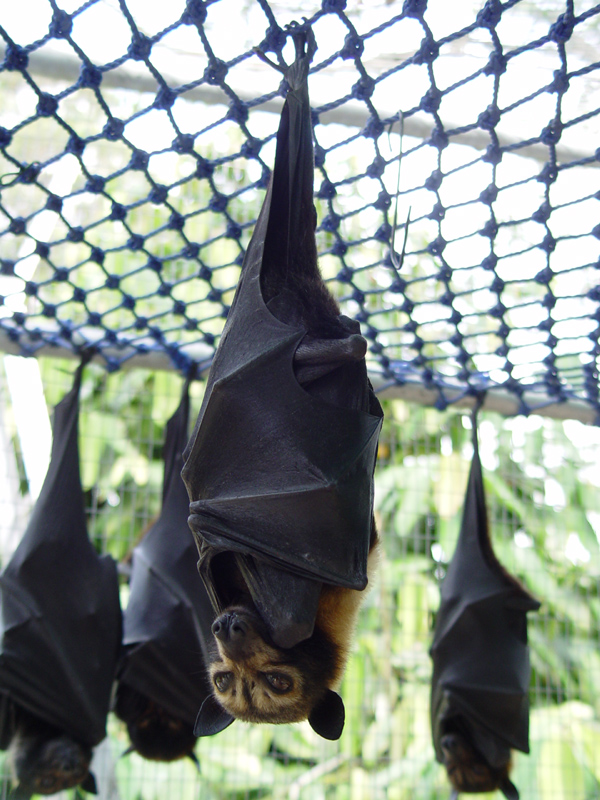
メガネオオコウモリ Pteropus conspicillatus

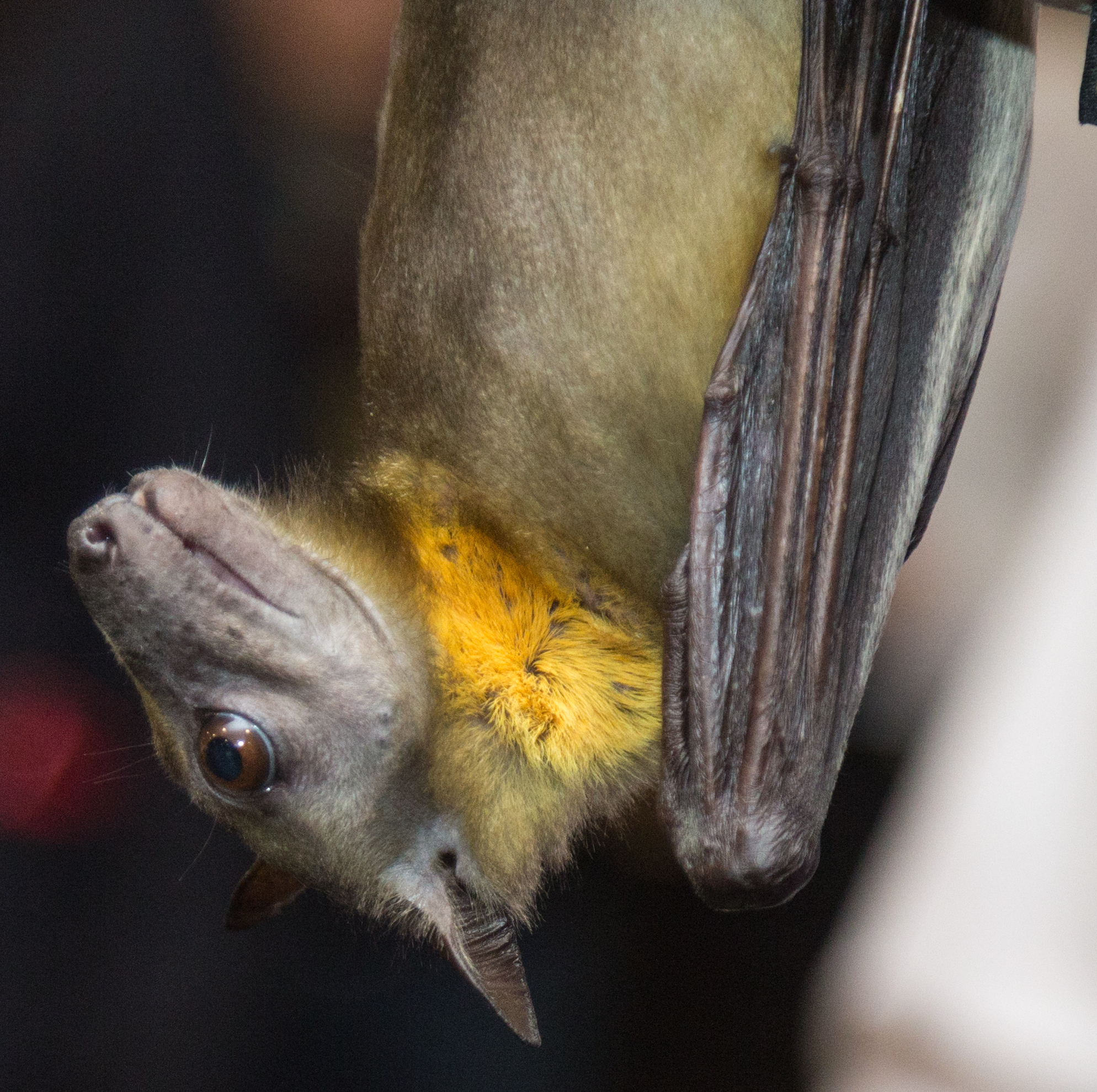
ストローオオコウモリ Eidolon helvum

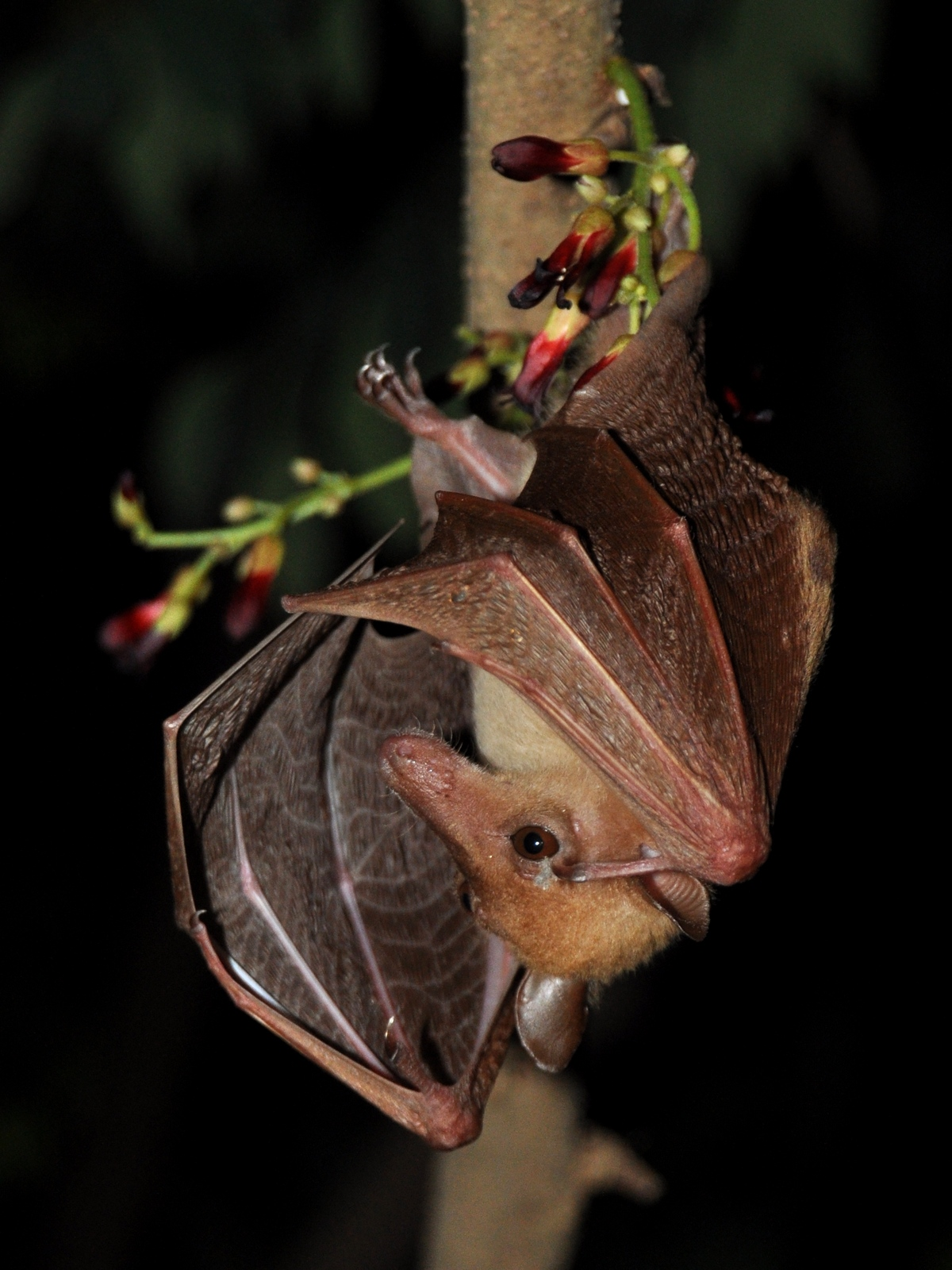
ヒルシタナガフルーツコウモリ Macroglossus sobrinus

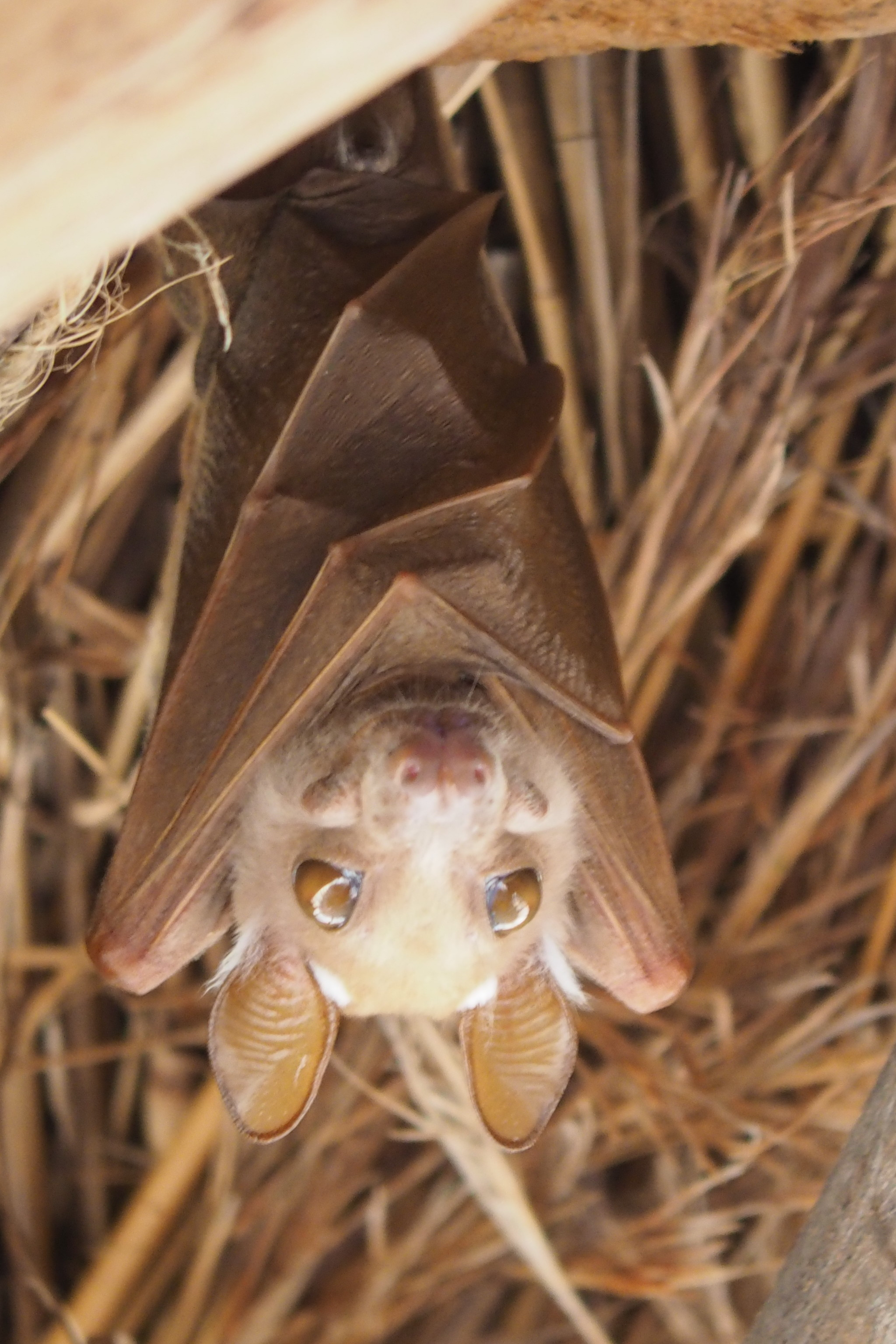
ワーンベルクケンショウコウモリ Epomophorus wahlbergi

6亜科46属に分類される。和名は川田ほか（2018）による。
オオコウモリ科 Pteropodidae
- Cynopterinae 亜科[24]
  - ヒメフルーツコウモリ属 Aethalops
  - ケナガフルーツコウモリ属 Alionycteris
  - ホシバネフルーツコウモリ属 Balionycteris
  - ズグロフルーツコウモリ属 Chironax
  - コバナフルーツコウモリ属 Cynopterus
  - ダヤクフルーツコウモリ属 Dyacopterus
  - ローレンスフルーツコウモリ属 Haplonycteris
  - サリマリフルーツコウモリ属 Latidens
  - オナシフルーツコウモリ属 Megaerops
  - ルソンテングフルーツコウモリ属 Otopteropus
  - ルーカスコバナフルーツコウモリ属 Penthetor
  - ビロードフルーツコウモリ属 Ptenochirus
  - ブランフォードフルーツコウモリ属 Sphaerias
  - スウィフトフルーツコウモリ属 Thoopterus
- Eidolinae亜科[2]
  - ストローオオコウモリ属 Eidolon
- Harpyionycterinae 亜科[2]
  - ニューギニアフルーツコウモリ属 Aproteles
  - Boneia 属
  - ケナシフルーツコウモリ属 Dobsonia - ネグロスケナシフルーツコウモリなど
  - ハルピュイアフルーツコウモリ属 Harpyionycteris
- テングフルーツコウモリ亜科 Nyctimeninae[24]
  - テングフルーツコウモリ属 Nyctimene
  - ニューギニアヒメテングフルーツコウモリ属 Paranyctimene
- オオコウモリ亜科 Pteropodinae
  -     - クロハラフルーツコウモリ属 Melonycteris[24]

  - Pteropodini 族[24]
    - スンダオオコウモリ属 Acerodon
    - キツネオオコウモリ属 Pteralopex
    - オオコウモリ属 Pteropus – オガサワラオオコウモリ、オキナワオオコウモリ、クビワオオコウモリ など
    - ストライプフルーツコウモリ属 Styloctenium
- Rousettinae 亜科
  - Eonycterini 族[2]
    - ヨアケオオコウモリ属 Eonycteris

  - Epomophorini 族[2][24]
    - ケンショウコウモリ属 Epomophorus
    - オナシケンショウコウモリ属 Epomops
    - ウマヅラコウモリ属 Hypsignathus
    - コケンショウフルーツコウモリ属 Micropteropus
    - フェルトカンプコフルーツコウモリ属 Nanonycteris

  - 族所属不明 incertae sedis[44]
    - Pilonycteris 属

  - Myonycterini 族[2]
    - アフリカシタナガフルーツコウモリ属 Megaloglossus
    - クビワフルーツオオコウモリ属 Myonycteris – サントメクビワフルーツオオコウモリなど

  - Plerotini 族[2]
    - アンシエタフルーツコウモリ属 Plerotes

  - Rousettini 族[2]
    - ルーセットオオコウモリ属 Rousettus

  - Scotonycterini 族[2]
    - アルギンフルーツコウモリ属 Casinycteris
    - ポールフルーツコウモリ属 Scotonycteris

  - Stenonycterini 族[2]
    - Stenonycteris 属
- 亜科所属不明 Incertae sedis
  - オナガフルーツコウモリ属 Notopteris[24]
  - Mirimiri 属[24]
  - コバフルーツコウモリ属 Neopteryx[24]
  - Desmalopex 属[24]
  - †Turkanycteris 属[45]
  - Macroglossini 族[24]
    - シタナガフルーツコウモリ属 Macroglossus
    - ハナフルーツコウモリ属 Syconycteris

## 形態

### 外見

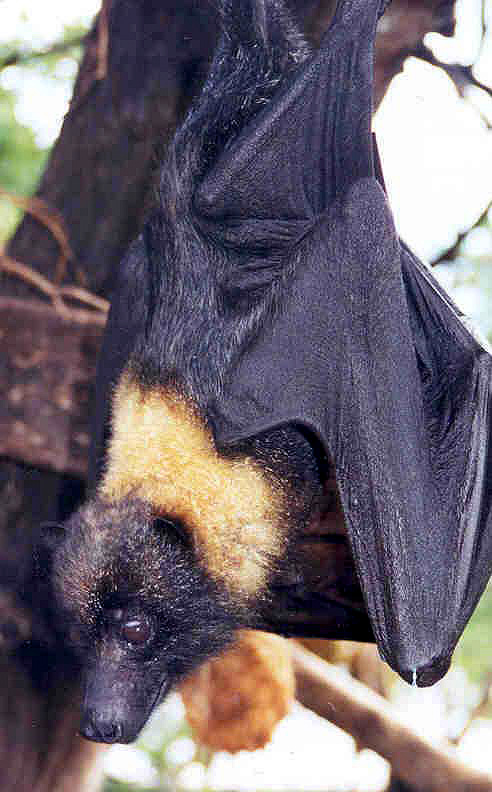
首の黄色い毛皮が目立つマリアナオオコウモリ

オオコウモリの名はその体の大きさによる。最大種であるビズマークオオコウモリの体重は 1.6 kg に達する。スンダオオコウモリ属とオオコウモリ属の中には、翼開長が 1.7 m に達する種もいる:48。ドブソン はオオコウモリとココウモリを体の大きさにより定義したが、オオコウモリの中にも小型種は知られており、ホシバネフルーツコウモリの体重はわずか 14.2 g である。スンダオオコウモリ属やオオコウモリ属が典型的なオオコウモリ科の大きさであると思われがちだが、実際にはこれらの属は殆どの種に比べて非常に大きい。オオコウモリのうち、28％は体重50 g 未満である。
イヌのような顔、第2指の爪、および単純な耳によって他のコウモリと区別できる。耳の外見が単純なのは、他の多くのコウモリに見られる耳珠をオオコウモリが持たないためである。テングフルーツコウモリ属は顔が短く、鼻孔が管状で、顔はイヌのようではない。6割ほどの種は毛皮が均一な色だが、カウンターシェーディング、首の模様、縞模様、斑点などを持つ種もいる。
他のコウモリとは異なり、後肢の間に広がる尾膜が非常に小さい。通常尾は存在しないか非常に小さいが、オナガフルーツコウモリ属は尾が長い。ほとんどの種では翼が体の側面から生えるが。ケナシフルーツコウモリ属では翼が背骨付近から生えるため、背中に毛が無いように見える。

### 骨格

#### 頭蓋骨と歯

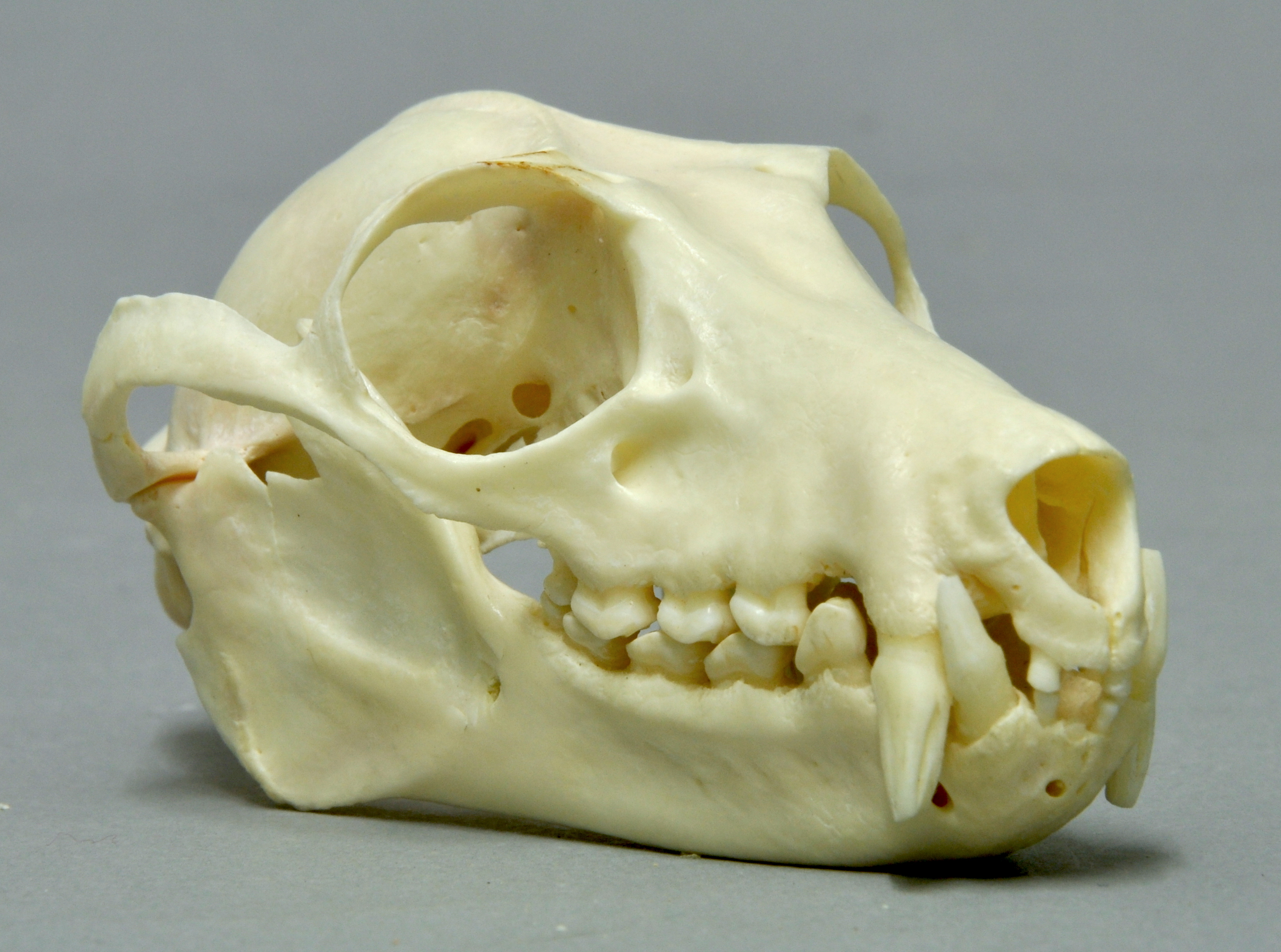
クロミミオオコウモリの頭蓋骨

眼窩は大きく、その後方にはよく発達した後眼窩突起が存在する。後眼窩突起は時に合体して眼窩後壁を形成する。吻は見た目が単純で、他のコウモリのように大きな変形はない。吻部の長さは属によって異なる。前上顎骨はよく発達しており、上顎骨と癒合しておらず、靭帯を介して関節しており、自由に動くことができる。前上顎骨には口蓋枝を持たない。吻の長い種では、頭骨は通常弓状に曲がっている。吻の短いルーカスコバナフルーツコウモリ属、テングフルーツコウモリ属、ケナシフルーツコウモリ属、クビワフルーツオオコウモリ属では、頭骨はほとんどまたは全く曲がっていない。
歯の数は種によって異なり、合計24–34本である。上顎と下顎の切歯はそれぞれ2本または4本だが、切歯が全く無いニューギニアフルーツコウモリや、上顎に2本、下顎に3本の切歯を持つサントメクビワフルーツオオコウモリなどの例外がある。この種は非対称の歯式を持つ唯一の哺乳類である。
すべての種は上下に2本の犬歯を持つ。小臼歯の数は上下に各4本または6本である。上下に第一大臼歯を持ち、すべての種が少なくとも4本の臼歯を持つ。残りの大臼歯は存在するか、小さいか、または存在しない。大臼歯と小臼歯は単純化されており、咬頭と隆起は少なく、より平らになっている。
ほとんどの哺乳類と同様に、幼獣は乳歯を持ち、その後永久歯に生え変わる。ほとんどの種では乳歯は20本である。典型的な哺乳類と同様に、乳歯には臼歯は含まれない。

#### その他の骨格

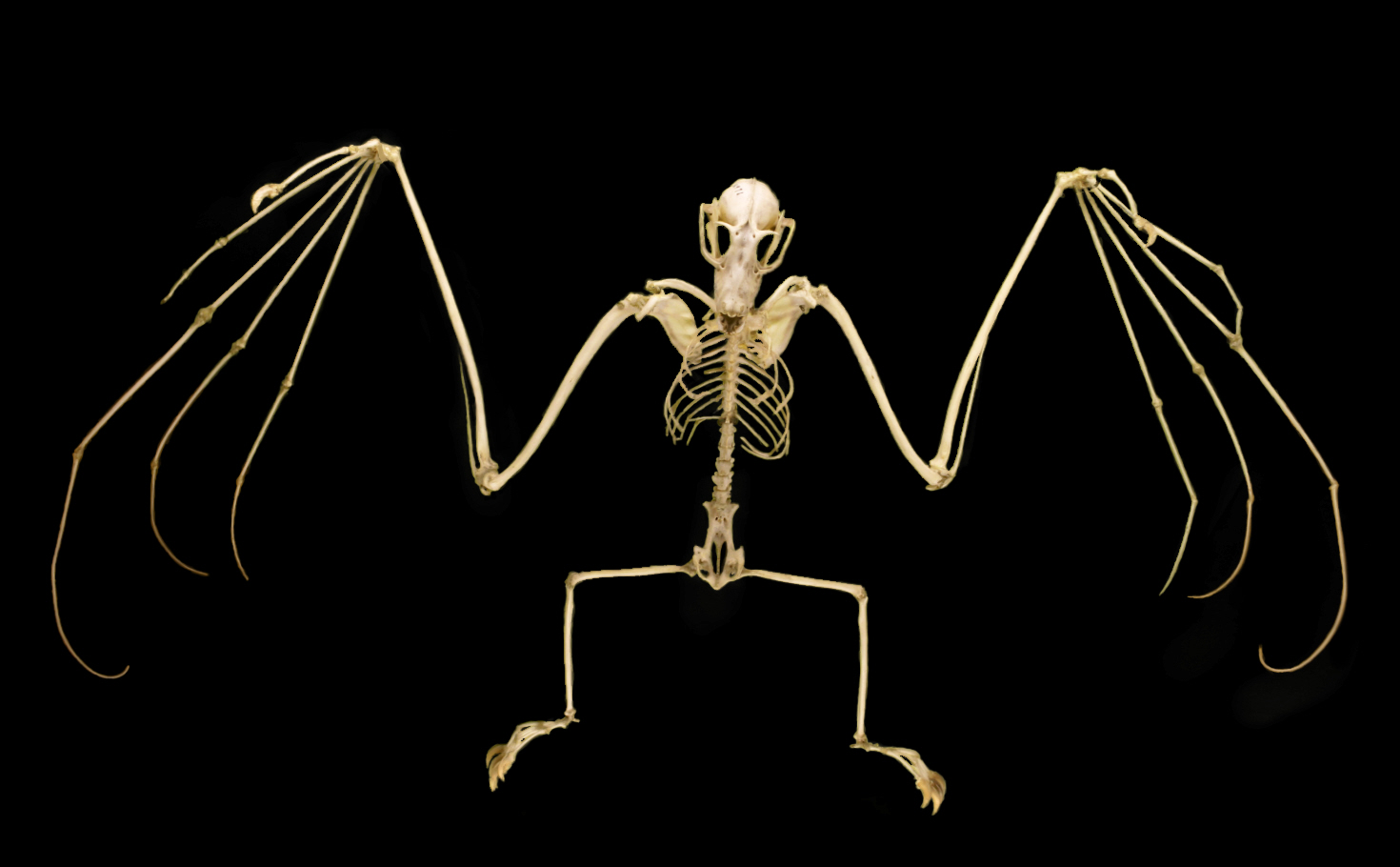
サモアオオコウモリの骨格

オオコウモリの肩甲骨は、コウモリの中で最も原始的であると言われている。全体的に単純な構造だが、いくつかの特殊な特徴がある。肩甲骨と肩甲舌骨筋の接続部分が鎖骨から外側にずれており、この特徴はヘラコウモリ科にも収斂進化として見られる。肩にはよく発達した細い筋肉の帯があり、首の付け根から親指の付け根まで伸びる occipito-pollicalis 筋の腱を皮膚に固定している。
前肢の親指にのみ爪がある他のコウモリとは異なり、ほとんどのオオコウモリは第2指にも爪がある。ただしヨアケオオコウモリ属、ケナシフルーツコウモリ属、オナガフルーツコウモリ属、コバフルーツコウモリ属は第2指に爪を持たない。第1指が最も短く、第3指が最も長い。第2指を屈曲することができない。オオコウモリの親指は、他のコウモリよりも前肢に対して長い。
後肢は人間と同じ骨格構成である。ほとんどのオオコウモリは踵骨から踵骨突起を生じる。一部の研究者は、構造が異なる他のコウモリの踵骨突起と区別するために、この構造を「uropatagial spur (尾膜の突起)」と呼ぶ。この構造は尾膜を安定させるために存在し、飛行中に膜の反りを調整できる。オナガフルーツコウモリ属、ハナフルーツコウモリ属、ハルピュイアフルーツコウモリ属などは踵骨突起を持たない。通常の哺乳類と比較すると、脚全体が股関節で回転しており、膝が後ろを向いている。趾はすべて矢状面の方向に曲がり、鳥のように反対方向に曲がる趾は無い。

### 体内環境

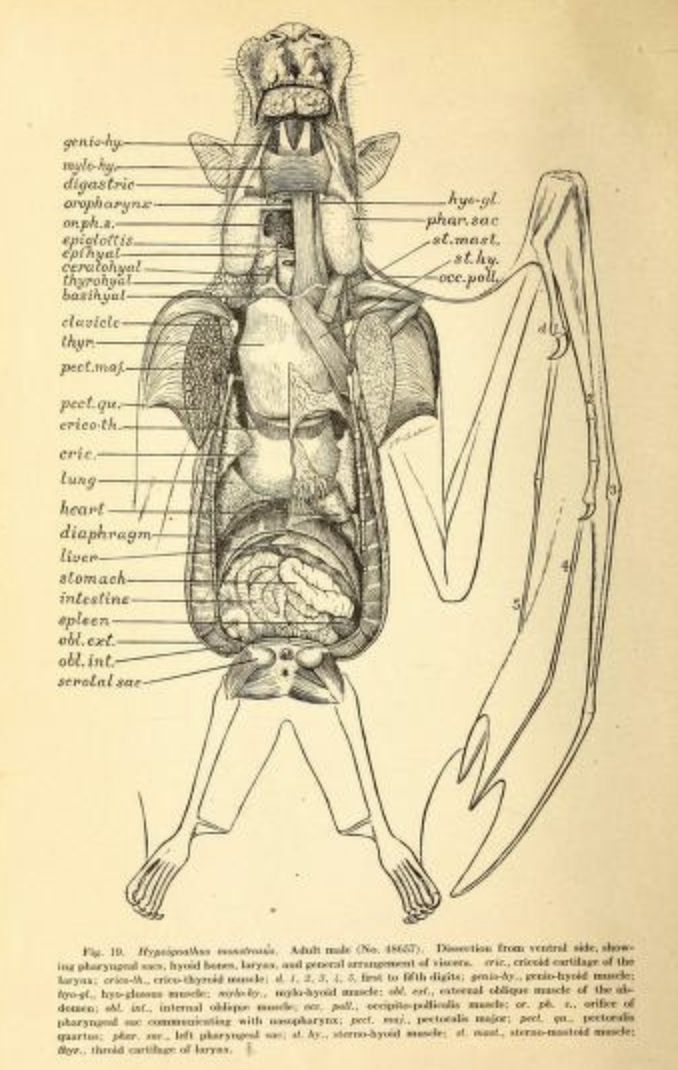
ウマヅラコウモリの解剖図

飛行は非常にエネルギーを消費するため、心血管系には飛行に適応したいくつかの特徴がある。飛行中は酸素消費量を持続的に20倍以上に増やすことができる。人間のアスリートは数分間、最大で20倍の増加が可能である。1994年に行われたストローオオコウモリとウマヅラコウモリの研究では、生成される二酸化炭素と使用される酸素の比が約0.78であることが判明した。飛行中の最大心拍数は、ハイガシラオオコウモリの476回/分から、エジプトルーセットオオコウモリの728回/分までの範囲であった。1分間の最大呼吸数は、ハイガシラオオコウモリの163回から、ストローオオコウモリの316回までの範囲であった。体の大きさに比べて肺の容積が非常に大きく、トガリネズミ科など陸生哺乳類の肺の容積は体重1 g あたり0.03 cm3（立方センチメートル）であるのに対し、ワーンベルクケンショウコウモリなどの肺の容積は、体重 1 g あたり0.13 cm3 であり、その差は4.3倍である。
消化が速く、腸の通過時間は30分以下である。消化器官の構造は草食動物のようで、柔らかい果物や花の蜜に限定されることもある。消化器官の長さは草食動物にしては短く、昆虫食のコウモリよりも短い。これは食物繊維が口蓋、舌、歯の作用で分離され、その後排出されるためである。多くの種はU字型の胃を持つ。小腸と大腸の間に明確な違いはなく、直腸の明確な始まりもない。腸の柔毛の密度が非常に高く、栄養素の吸収のために表面積を大きくしている。

### ゲノム
すべてのコウモリと同様に、オオコウモリのゲノムは他の哺乳類よりもはるかに小さい。2009年に43種のオオコウモリを対象に行われた研究では、オオコウモリのゲノムはストローオオコウモリの 1.86 pg（ピコグラム）からライルオオコウモリの 2.51 pg までの範囲であることが判明した。ゲノムが最大の種であっても、哺乳類の平均3.5 pg よりもはるかに低い。オオコウモリのゲノムは他のコウモリよりもさらに小さく、他のコウモリのゲノムの平均重量は 2.58 pg であるのに対し、オオコウモリの平均は 2.20 pg である。この違いはオオコウモリの系統が長鎖散在反復配列の一種であるLINE1の絶滅を経験したという事実に関連していると推測される。LINE1はヒトゲノムの15–20%を構成し、哺乳類で最も普及した長鎖散在反復配列と考えられている。

## 感覚と生態

### 感覚

#### 視覚

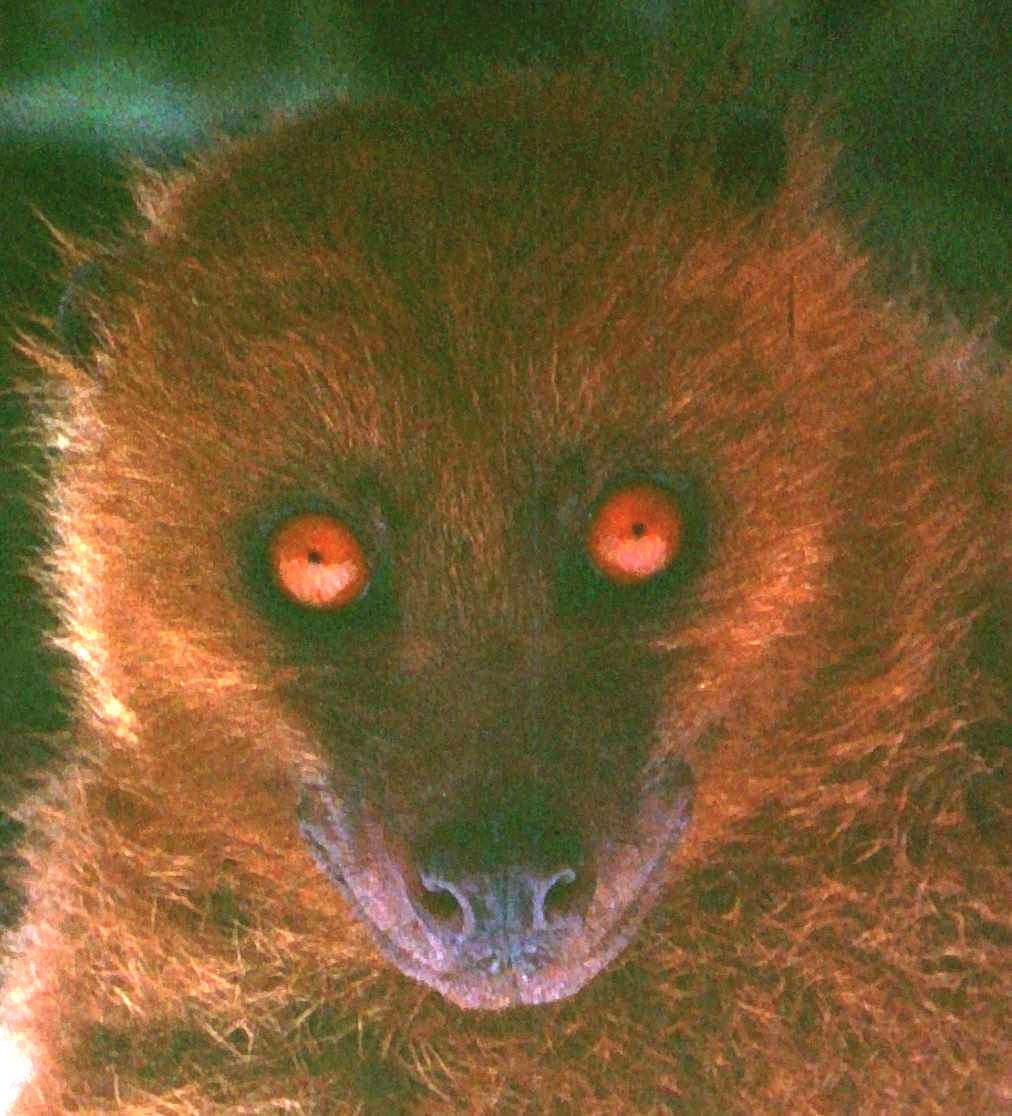
オレンジ色の虹彩が特徴的なフィジーキツネオオコウモリ

ほとんどのオオコウモリはエコーロケーションを行わないため、視覚と嗅覚に頼って移動をする。前頭部に大きな目を持つ。全てのコウモリの共通祖先の目よりも大きく、ある研究ではオオコウモリの目が大型化する傾向にあることが示唆された。18種のオオコウモリの目を調べた研究では、最も小さい目はミナミハナフルーツコウモリで直径5.03mm、最も大きい目はジャワオオコウモリで直径 12.34 mm であった。虹彩は通常茶色だが、ルソンオオコウモリ、フィジーキツネオオコウモリ、キツネオオコウモリ属、オオコウモリ属の一部のように赤やオレンジの場合もある。
明るい場所では視力は人間よりも劣るが、暗い場所では優れている。ルーセットオオコウモリ属、ケンショウコウモリ属、ストローオオコウモリ属、オオコウモリ属のいくつかの種の目を調べた研究では、オオコウモリ属以外の3属は輝板を持つことが判明した。これは暗い場所での視力を補う目の構造であるが、オオコウモリ属は持っていない。研究対象となった種は桿体細胞と錐体細胞の両方を網膜に持っていたが、オオコウモリ属のみ短波長を検出するS錐体を持っていた。オプシンによるスペクトルの調整が識別できなかったため、オオコウモリ属のS錐体が青色光を検出するのか、紫外線を検出するのかは不明である。オオコウモリ属は2色型色覚であり、2種類の錐体細胞を持つ。他の3属は、S錐体を持たず、色を見ることができない。全ての属は桿体細胞の密度が非常に高く、光に対する感受性が高い。オオコウモリ属とルーセットオオコウモリ属では、測定された桿体細胞密度は 1 mm2（平方ミリメートル）あたり35万–80万個で、ハツカネズミ、イエネコ、カイウサギなど他の夜行性または薄明薄暮性の動物と同等かそれ以上であった。

#### 嗅覚

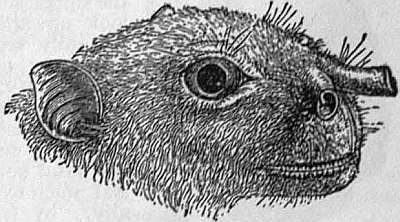
オオテングフルーツコウモリの鼻孔

果物や花の蜜などの食料を見つけるために嗅覚を利用する。オオコウモリはイヌに匹敵する鋭い嗅覚を持つ。ロビンソンテングフルーツコウモリなどのテングフルーツコウモリ類は立体的な嗅覚を持ち、匂いの流れを3次元的に把握し、追跡することができる。他のほとんどのコウモリと同様に、オオコウモリでは母子がお互いを認識するために匂いを利用する。雄の肩にはアンドロゲンに敏感な肥大した皮脂腺を持っており、交尾期には匂いで縄張りを主張するため。これらの分泌物は種によって異なり、4種の腺から分離された65種の化合物のうち、すべての種に共通する化合物はなかった。また雄は自身の尿を体に塗ることが知られている。

#### 味覚
TAS1R2 遺伝子を持っており、食物の甘味を感知する能力がある。この遺伝子はチスイコウモリを除く全てのコウモリに存在している。他のコウモリ同様、TAS1R2 遺伝子がないためうま味を感じることはできない。他の哺乳類ではジャイアントパンダのみがこの遺伝子を欠く。コウモリは複数の TAS2R 遺伝子も持っており、苦味を味わうことができる。

### 繁殖と成長

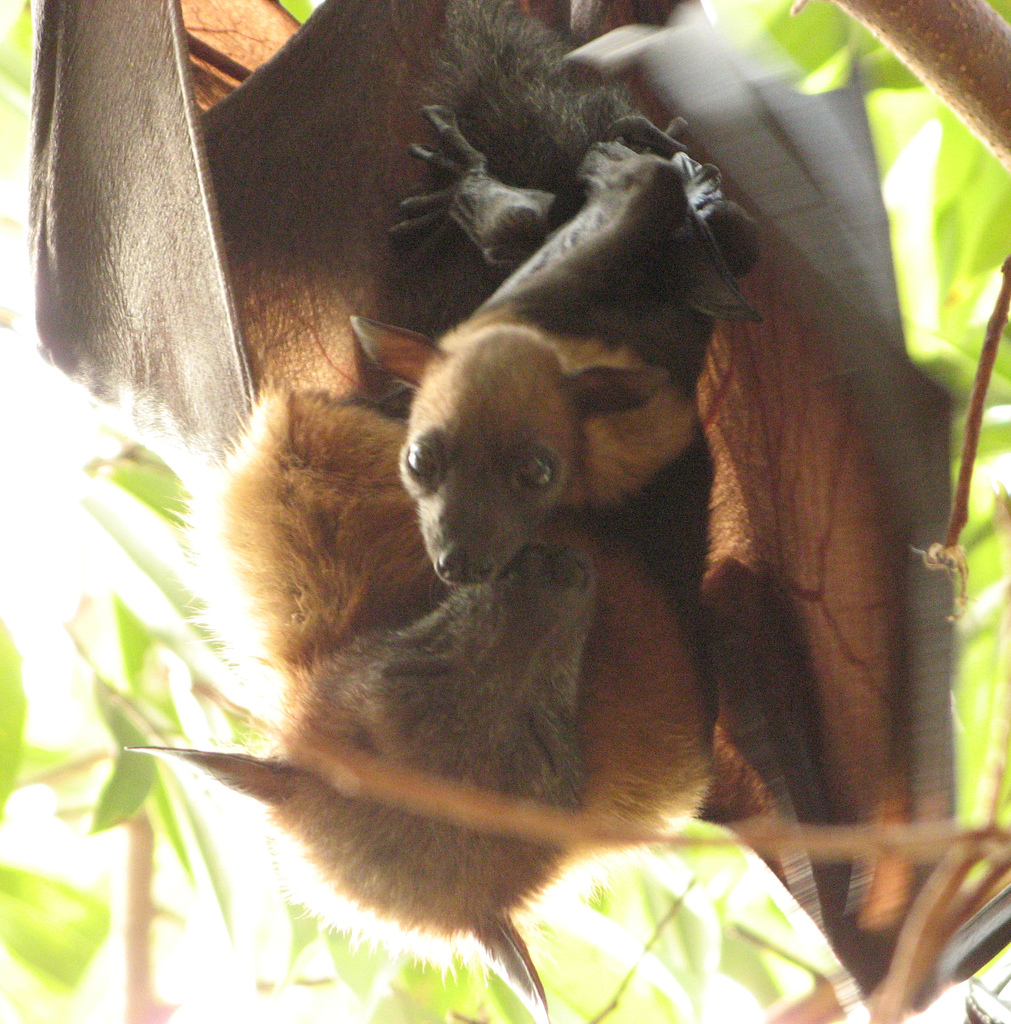
ライルオオコウモリの親子

他のコウモリと同様、哺乳類の中では体の大きさの割に寿命が長い。飼育下では30年以上生きる種もいる。体の大きさの割に繁殖力が低く、性成熟も遅く、ほとんどの種の雌は1–2歳まで出産しない:6。 年間を通じて繁殖する種もいるが、ほとんどの種は繁殖期が存在する可能性が高い。交尾はねぐらで行われる。妊娠期間は様々だが、ほとんどの種では4–6ヶ月である。交尾から出産までの期間を長くする生殖適応をしている。ストローオオコウモリなど一部の種は着床を遅延させる能力があり、交尾は6月か7月に行われるが、受精卵は数ヶ月後の11月に着床する:6。 ローレンスフルーツコウモリは最長11.5ヶ月と、あらゆるコウモリの中で妊娠期間が最も長い。胚の発育を遅延させる能力があり、着床してから最大8ヶ月間発生が停止するため、妊娠期間が非常に長い:6。 コバナフルーツコウモリは妊娠期間が3ヶ月と短い。
通常一匹の幼獣を出産する:6。 マダガスカルオオコウモリ、ドブソンオナシケンショウコウモリ、ハイガシラオオコウモリ、クロオオコウモリ、メガネオオコウモリ、コバナフルーツコウモリ、ピーターケンショウコウモリ、ウマヅラコウモリ、ストローオオコウモリ、コクビワフルーツオオコウモリ、エジプトルーセットオオコウモリ、デマレルーセットオオコウモリ:85–87では双子の例がある。 双子の場合両方が生き残ることはまれである。他のコウモリと同様に繁殖率が低いため、個体数が減少すると回復が遅い。
出生時の体重は平均して母親の体重の17.5%である。この比率はコウモリの中で最も小さい。コウモリ全体では幼獣の体重は母親の体重の22.3%である。オオコウモリの早熟性と晩成性は多様であり、コバナフルーツコウモリなどの種は目が開いた状態で生まれるが、エジプトルーセットオオコウモリでは目は生後9日目まで開かない。
ほぼ全てのコウモリと同様に、雄は育児を手伝わない。子どもは乳離れするまで母親と一緒にいるが、乳離れにかかる期間は科によって異なる。他の全てのコウモリと同様に、授乳期間は比較的長く、幼獣は体重が成獣の約71%に達するまで乳を飲むが、コウモリ以外の哺乳類では成体の体重の40%までである。コケンショウフルーツコウモリ属は生後7–8週で乳離れするが、インドオオコウモリは生後5ヶ月まで乳離れしない。ビスマルクオオコウモリとダヤクフルーツコウモリの2種の雄が乳を生産した例があるが、授乳する様子は観察されていない。雄が実際に幼獣に授乳をするのか、それともストレスや栄養失調の結果なのかは不明である。

### 社会システム

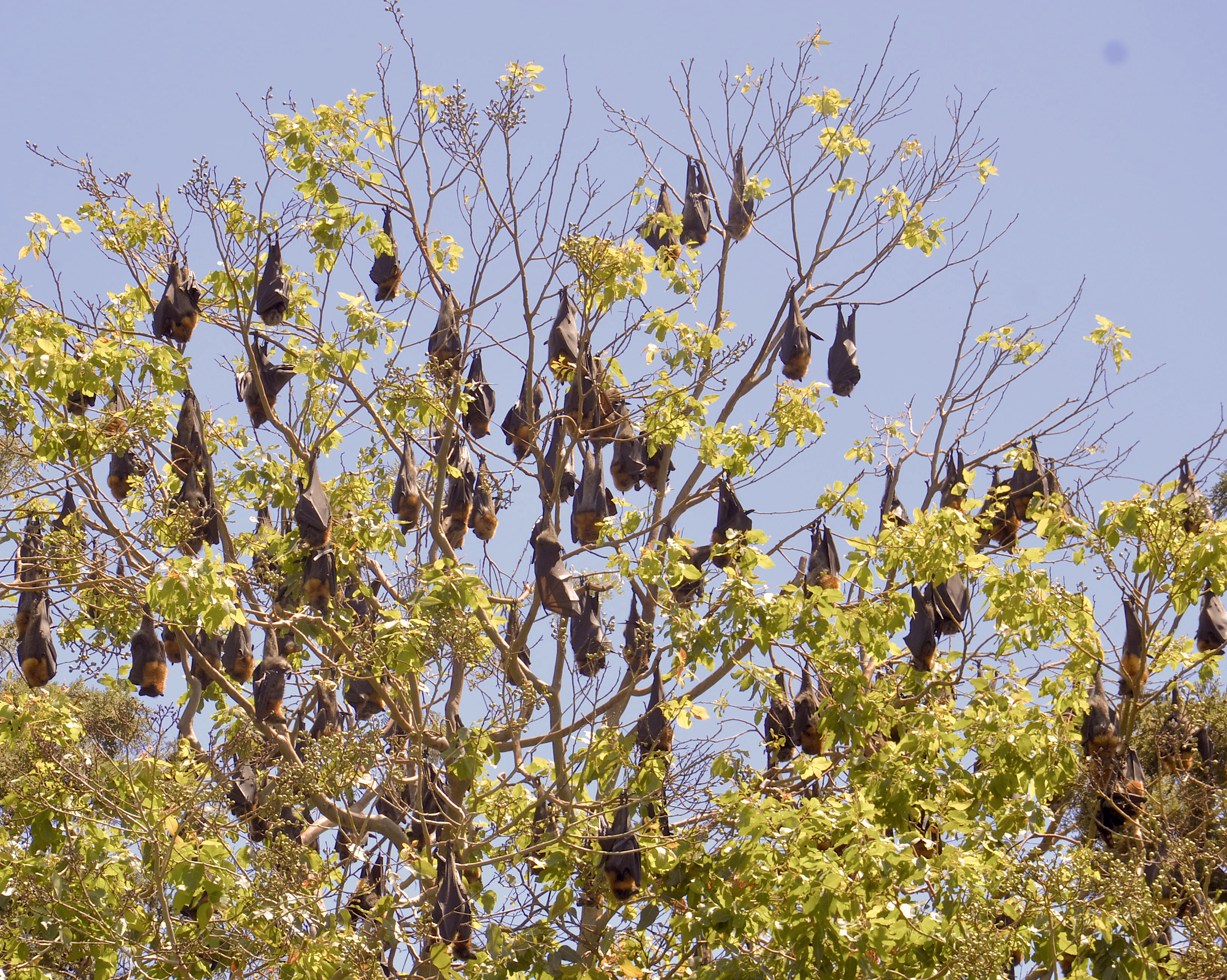
オオコウモリのねぐら

多くの種は群れを作る傾向にある。発声により互いにコミュニケーションをとり、「トリルのような音の爆発」、ホーホーという音、大きなメーという鳴き声を発する。エジプトルーセットオオコウモリは発声学習が可能で、同種の個体との交流に応じて発声を学ぶ。若い個体は母親やコロニー内の他の個体の声を聞くことで方言を習得する。これらの方言により、コロニーによって発音の周波数が異なる可能性もある。
生殖目的以外での性行動も存在し、エジプトルーセットオオコウモリの雌は、雄から餌を奪って交尾をしている。親子鑑定により、雌が餌を奪った雄は、その雌の子どもの父親になる可能性が高いことが確認された。オガサワラオオコウモリでは雄同士のフェラチオが観察されている。これにより本来敵対関係にある雄同士のコロニー形成を促すと考えられている。
主に夜行性または薄明薄暮性であるが、種によっては日中に飛行する様子も観察されている。島嶼部の種と亜種は昼行性であり、捕食者が存在しないためである可能性がある。クロミミオオコウモリのクリスマス島亜種、クマオオコウモリ、カロリンオオコウモリ、ムナジロオオコウモリ、セーシェルオオコウモリなど昼行性である:9。

#### ねぐら
1992年に行われた41属の研究では、29属が樹木を、11属は洞窟を、残りの6属は建物、鉱山、岩の裂け目などをねぐらとすることが判明した。樹木をねぐらとする種は単独で生活する場合もあれば、高度なコロニーを形成し、最大100万個体もの集団を作る場合もある。洞窟をねぐらとする種は、10個体から数千個体までの集団を作る。高度なコロニーを形成する種は、同じ樹木や洞窟が長年にわたってねぐらとして使用されることがある。逆に単独で生活する種や少数の群れを作る種は、同じねぐらを使い続ける傾向は低い:2。

### 食事

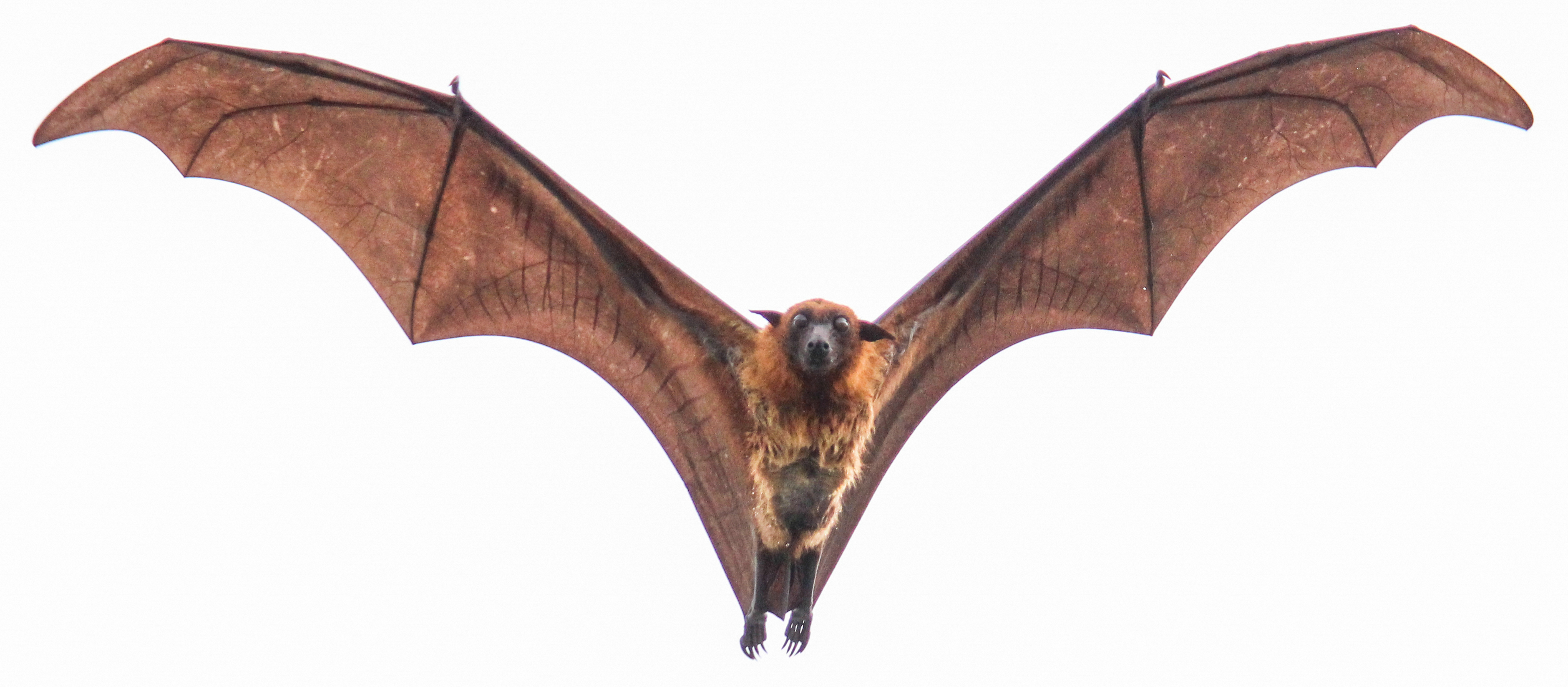
飛行するインドオオコウモリ

ほとんどの種は主に果実食である。科全体で約188属もの多様な果物を食べる。一部の種は花の蜜を飲む蜜食動物でもある。オーストラリアではユーカリの花が重要な食料源となっている。葉、芽、花粉、莢、樹液、球果、樹皮、枝なども食べる。食欲は非常に強く、一晩で自分の体重の2.5倍もの果物を食べることがある。
通常ねぐらや餌場までまっすぐに飛び、コウモリとしては比較的速いが、機動性に優れた遅い種もいる。夜間に 20–50 km を移動する種もおり、ストローオオコウモリ属、オオコウモリ属、ケンショウコウモリ属、ルーセットオオコウモリ属、クビワフルーツオオコウモリ属、フェルトカンプトフルーツコウモリ属は最長750kmの距離渡りを行う。ほとんどのオオコウモリでは、翼幅と翼面積のアスペクト比が平均以下である。翼面積に対する重量では平均かそれ以上である。

### 種子散布
オオコウモリは種子散布において重要な役割を果たしている。長い進化の歴史の結果、一部の植物はオオコウモリの感覚と一致する特徴を発達させており、果実は香りが強く色鮮やかで、葉から離れた目立つ場所に露出している。果実の鮮やかな色と位置は、オオコウモリが視覚に頼っているため、目立たせる必要があることによる可能性がある。40種以上のイチジク属の果実を調べた研究では、鳥とオオコウモリの両方に食べられた果実は1種だけで、ほとんどの種はどちらか一方に食べられていた。鳥が食べた果実は赤やオレンジであることが多いが、オオコウモリが食べた果実は黄色や緑であることが多かった。種子のほとんどは消化管を通過する時間が短いため、摂取後すぐに排泄されるが、一部の種子は12時間以上消化管内に留まることがある。これにより、遠く離れた場所に種子を散布することになる。オオコウモリは移動性が非常に高く、伐採された土地に種子を散布することで、孤立した森林の断片の間に森林を再生することになる。この散布能力は長さが4mm未満の小さな種子を持つ植物に限られており、これより大きい種子は摂取されない。

### 天敵と寄生虫

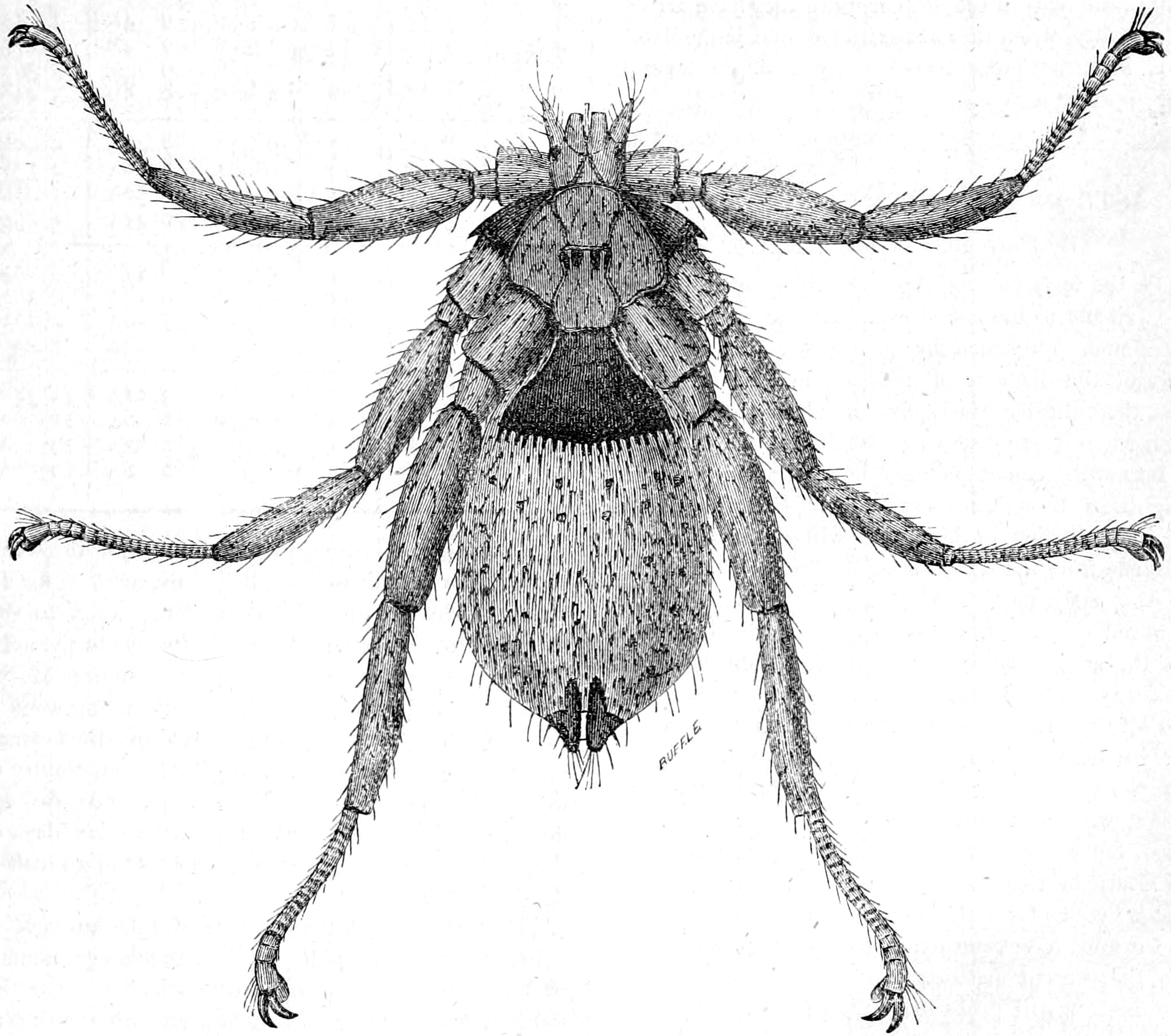
クモバエはコウモリの体表に寄生する。

特に島嶼部に生息する種類では、固有の天敵がほとんど存在しない。外来の天敵としては、ノネコやネズミなどがある。マングローブオオトカゲは一部の種にとって固有の天敵だが、外来の天敵ともなり、木登りが得意なため、オオコウモリを日和見的に捕食する。ミナミオオガシラというヘビも、オオコウモリの個体群に深刻な影響を及ぼす可能性がある。グアムでは外来種であり、多くのコウモリを捕食するため、マリアナオオコウモリの個体群の増加が実質的にゼロになった。同島は現在マリアナオオコウモリの生息地と見なされており、同島の個体群は近くのロタ島から移入してくる個体に依存している。その他の捕食者には、ワニ、ヘビ、大型のトカゲなどの爬虫類や、ハヤブサ、タカ、フクロウなどの鳥類が知られる:5。 オーストラリア北部のワニの胃の内容物の分析に基づくと、イリエワニはオオコウモリの捕食者である。オーストラリアオオコウモリなどは暑い日に水を飲んで体を冷やし、水分補給する必要があるため、ワニによる捕食を受けやすくなる。
いくつかの寄生虫の宿主であり、クモバエ科およびコウモリバエ科、やニキビダニ属などが知られる。Haemoproteidae 科の血液寄生虫や Toxocaridae 科の腸内線虫も影響を与える。

## 分布と生息地
旧世界の熱帯地方に広く分布しており、アフリカ、アジア、オーストラリア、インド洋やオセアニアの島々から知られている。2013年時点でアフリカには14属28種が分布する。このうち24種は熱帯または亜熱帯地域にのみ分布する。残りの4種は主に熱帯地方に分布するが、温帯地域にも及ぶ。生息地別にみると、8種は主に森林に生息し、9種は森林とサバンナの両方に生息し、9種は主にサバンナに生息し、2種は島に生息する。アフリカの種のうち、ケナガルーセットオオコウモリは主に山岳に生息するが、さらに13種は山岳と他の地域に生息する:226。
東南アジア以外では、アジアにおけるオオコウモリの種の多様性は比較的低い。エジプトルーセットオオコウモリは、分布域の大部分が旧北区に存在する唯一のオオコウモリである。エジプトルーセットオオコウモリとストローオオコウモリのみが中東で見られる。エジプトルーセットオオコウモリの分布域の最北端は、北東地中海である。東アジアでは中国と日本にのみ分布する。中国では6種が通年分布し、他の7種は分布域の端であるか、誤認の可能性があるか、偶発的な記録とされる。日本では琉球列島と小笠原諸島にオオコウモリ属が4種分布している。南アジアでは、モルディブの2種からインドの13種まで多様性は様々である。東南アジアでは、シンガポールでわずか5種、インドネシアからは76種が知られる。アジアに分布する98種のオオコウモリのうち、95種が森林に生息する。人間が改変した土地に66種、洞窟に23種、サバンナに7種、灌木地に4種、岩場に3種、草原に2種、砂漠に1種が生息する。
オーストラリアにはオオコウモリ属、ハナフルーツコウモリ属、ストローオオコウモリ属、テングフルーツコウモリ属、シタナガフルーツコウモリ属の5属8種が分布する:3。オーストラリアのオオコウモリ属は、マングローブ林、熱帯雨林、低木地帯の湿潤硬葉樹林など、さまざまな生息地で見られる:7。また都市部に大規模なコロニーを形成するため、人間と共存していることが多く、特に5月と6月には都市部の個体群が最も多く見られる。
オセアニアにおいては、パラオとトンガの2か国ではそれぞれ1種ずつと最も種数が少ない。最も種数が多いのはパプアニューギニアで、36種が知られる。オセアニアの65種のうち、58種が森林に生息している。その他には人間が改変した土地に42種、洞窟に9種、サバンナに5種、灌木地に3種、岩場に3種が生息する。オオコウモリのうち約19％は単一の島の固有種であると推定されている。コウモリのうち固有種の割合が高い分類群は、2種ともにマダガスカル島の固有種であるサラモチコウモリ科である。

## 人との関わり

### 食用
オオコウモリは分布域全体でブッシュミートとして消費されている。アジア全域で広く消費されているほか、オオコウモリ属は西インド洋や太平洋の島々で大量に狩猟され食べられている。アフリカ大陸ではストローオオコウモリが好んで狩猟されている。
グアムではマリアナオオコウモリを食べることで、地元住民が神経毒の β-メチルアミノ-L-アラニン(BMAA)に中毒し、後に神経変性疾患を引き起こす可能性がある。オオコウモリはソテツ類の実を食べることでBMAAを摂取し、オオコウモリを食べた人間の中で生物濃縮が起こる可能性がある。

### 病気

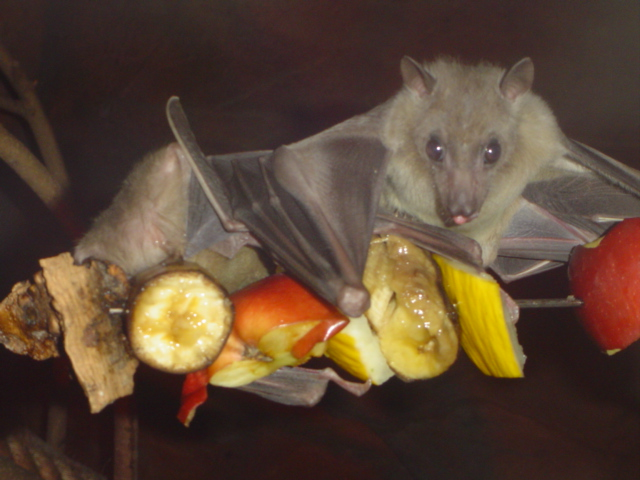
エジプトルーセットオオコウモリはマールブルグウイルスとザイールエボラウイルスに対する抗体検査で陽性反応を示したが、実際のウイルスは陽性では無かった。

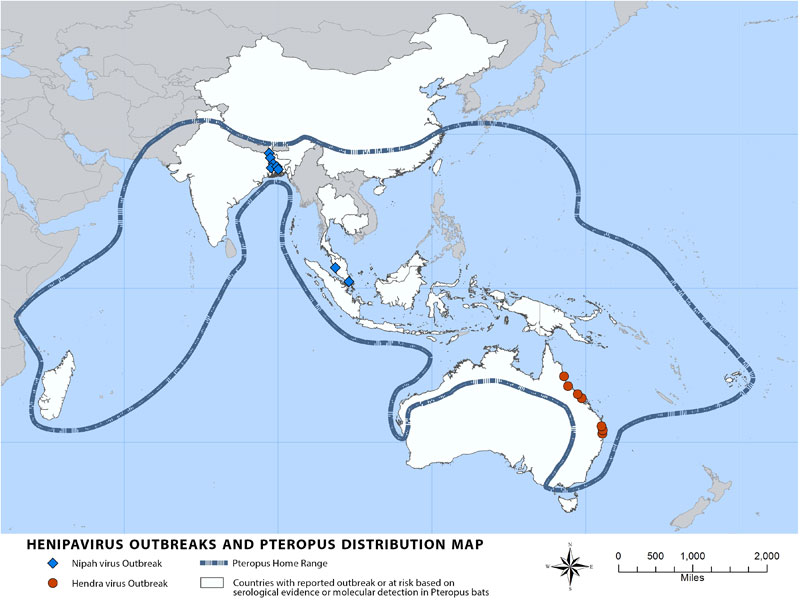
ヘニパウイルス属の発生状況とオオコウモリの分布。ニパウイルスは青、ヘンドラウイルスは赤で表される。

オオコウモリは人間に病気を引き起こす可能性のあるいくつかのウイルスを保有している。ザイールエボラウイルスやマールブルグウイルスなどのフィロウイルス科を媒介することがある。マールブルグウイルスはマールブルグ熱を引き起こし、エジプトルーセットオオコウモリから確認されている。稀なウイルスであるが、発生時の致死率は88％に達することがある。このウイルスは1967年にドイツのマールブルクとフランクフルト、セルビアのベオグラードで同時に発生した後に初めて認識され、31人が発症し、7人が死亡した。これはウガンダ産のベルベットモンキーを使った実験が原因であった。このウイルスはオオコウモリから人間に感染し、血液や精液など体液との接触によって人から人へと広がる可能性がある。アメリカ疾病予防管理センターによると、1967年から2014年までにマールブルグ熱の確認された症例は合計601件であり、そのうち373人が死亡した（死亡率62％）。
ザイールエボラウイルスの陽性反応を示した種には、フランケオナシケンショウコウモリ、ウマヅラコウモリ、コクビワフルーツコウモリなどがある。さらにザイールエボラウイルスに対する抗体は、ストローオオコウモリ、ガンビアケンショウコウモリ、コケンショウフルーツコウモリ、フェルトカンプコフルーツコウモリ、デマレルーセットオオコウモリ、エジプトルーセットオオコウモリから発見されている。エボラウイルスの人間への感染経路の多くは不明である。科学者によると人間が最初に感染したのは、オオコウモリやヒト以外の霊長類など感染した動物との接触による可能性がある。オオコウモリはエボラウイルスの自然宿主であると推定されているが、確実ではない。他のコウモリも宿主として調査されており、2019年にはオオユビナガコウモリがウイルスのゲノムの5分の1を保有していることが判明したが、実際のウイルス検査では陽性とはならなかった。エボラウイルスの感染と感染動物の狩猟、屠殺、肉の加工との間には関連性がある可能性が高く、西アフリカのいくつかの国は2013年から2016年の流行中にブッシュミートを禁止または警告をしたが、その後に大部分は解除された。
オオコウモリ属も病気を媒介することが知られている。特に狂犬病ウイルスとともに狂犬病を引き起こすオーストラリアコウモリリッサウイルスを媒介する。オーストラリアコウモリリッサウイルスは1996年に初めて特定され、人間に感染することは非常に稀である。感染した動物に噛まれたり引っかかれたり、感染した動物の唾液が粘膜や開いた傷口に入ることで感染する。オオコウモリの血液、尿、または排泄物が付着しても、オーストラリアコウモリリッサウイルスに感染することは無い。1994年以来、クイーンズランド州で3件の感染が記録されており、いずれも症状は致命的であった。
ヘンドラウイルスやニパウイルスなど、ヘニパウイルス属を媒介することもある。ヘンドラウイルスは1994年に初めて特定されたが、人間への感染は稀である。1994年から2013年まで、ヘンドラウイルスに感染した症例が7件報告されており、そのうち4件では患者は死亡した。人間への感染の主な経路は、オオコウモリの尿に接触した馬との接触であると仮定されている。オオコウモリから人間への直接感染の記録は無い。感染と伝染を減らすために馬用のワクチンが利用されている。
ニパウイルスは1998年にマレーシアで初めて確認された。1998年以降、マレーシア、シンガポール、インド、バングラデシュで100人を超える死者が出ている。2018年にインドのケーララ州で19人が感染し、17人が死亡した。致死率は40-75%である。オオコウモリやその体液との接触、豚などの中間宿主との接触、または感染者との接触によってニパウイルスに感染する可能性がある。2014年に行われたインドオオコウモリとニパウイルスの研究では、オオコウモリが好む地域ではウイルスの発生確率がより可能性が高いものの、コウモリの存在自体はウイルス感染の危険因子とはみなされないことが判明した。むしろナツメヤシの樹液の摂取が重要な感染経路となっており、ナツメヤシの木には樹液採取用の壺が置かれるが、オオコウモリが壺に流れ込む樹液を舐めたり、壺の近くで排便や排尿をしたりすることで、人間がヘニパウイルスに感染する可能性がある。採取用の壺に竹製の筒を付けることで、コウモリの尿による汚染のリスクが軽減される。
メナングルウイルスやネルソンベイオルソレオウイルスなどを媒介することもある。これらのウイルスが人間に影響を与えることは珍しく、報告された症例もわずかである。コロナウイルスの媒介者とは考えられていない。

### 文化

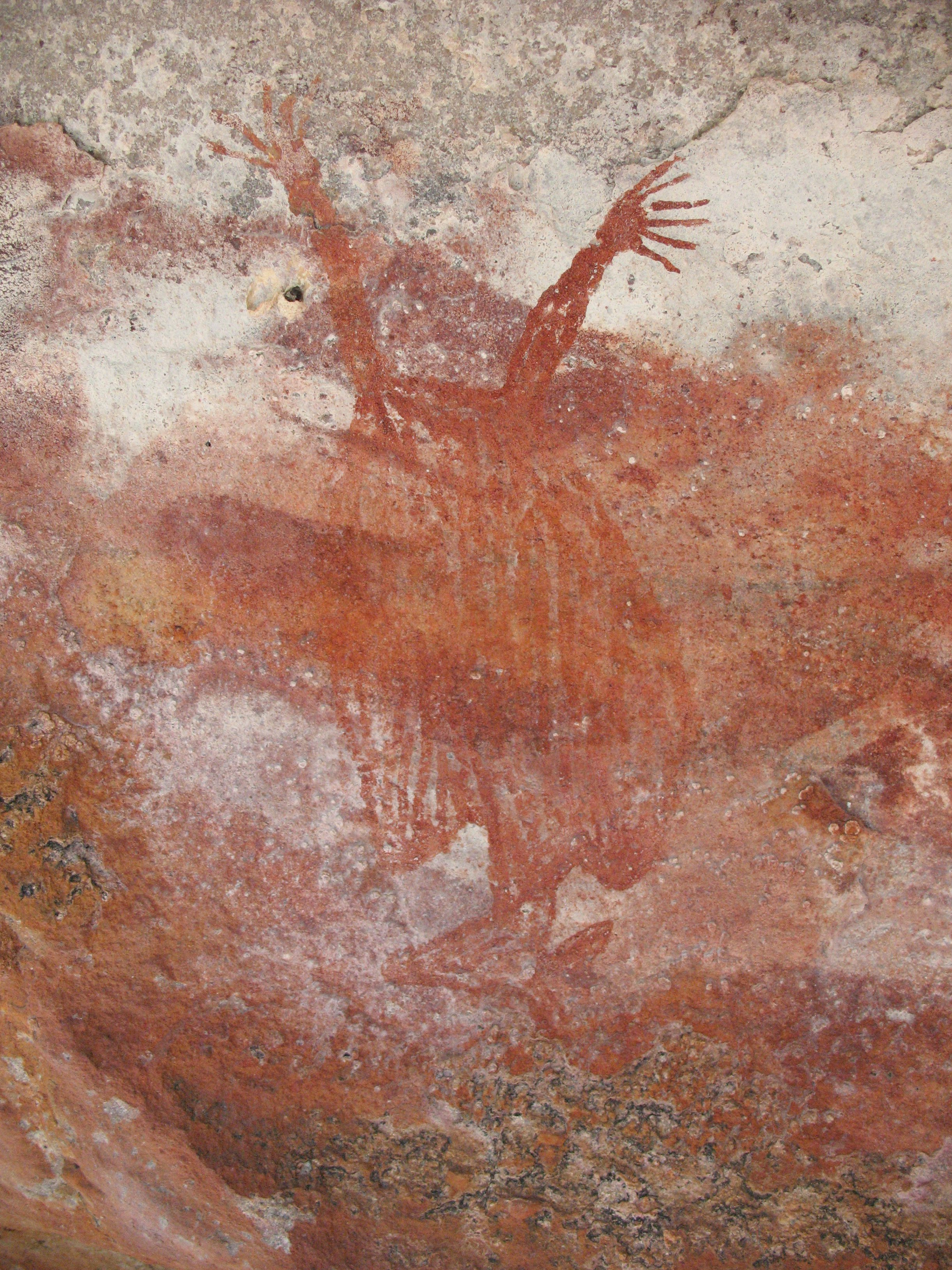
アボリジニが描いたオオコウモリ

オオコウモリは先住民の文化や伝統に登場し、オーストラリアやパプアニューギニアの民話でも語られる。オーストラリアでは先住民の洞窟壁画にも描かれており、いくつかは現存している。
オセアニアの先住民はオオコウモリの一部を実用または儀式用の武器として使っていた。ソロモン諸島ではオオコウモリの骨から槍の刃を作っていた。ニューカレドニアでは翡翠で作られた儀式用の斧をオオコウモリの毛皮から作った紐で飾っていた。インドネシアのアスマット族の盾にはオオコウモリの翼が描かれており、彼らはその翼が戦士を守ると信じていた。
オオコウモリの一部は通貨として使用された記録があり、ニューカレドニアではオオコウモリの毛皮を通貨として使用した時期もあった。ソロモン諸島のマキラ島では、現在でも先住民が歯と肉のためにオオコウモリを狩っている。犬歯はネックレスに加工され、通貨として使用される。トンガオオコウモリの歯はドリルで穴を開けられるほど大きいため、特に珍重されている。マキラオオコウモリも、歯が小さいにもかかわらず狩猟の対象となる。オオコウモリの歯の通貨としての使用を禁止することは、むしろオオコウモリにとって有害となる可能性があり、「重要な文化資源を提供する種は、非常に貴重である可能性がある」と指摘されている。文化的価値の放棄を促すよりも、持続可能な狩猟を強調して文化的な価値を保存する方が効果的である可能性もある。歯のための狩猟を中止させても、その肉のために狩られることも考えられるため、文化的価値を維持することで持続可能な狩猟が促進される可能性もある。オオコウモリの歯が文化的に非常に価値があることはむしろ良い事であり、狩りは必ずしも中止させるべきではなく、持続可能な方法で管理される必要があるという。

## 脅威と保全

### 保全状況

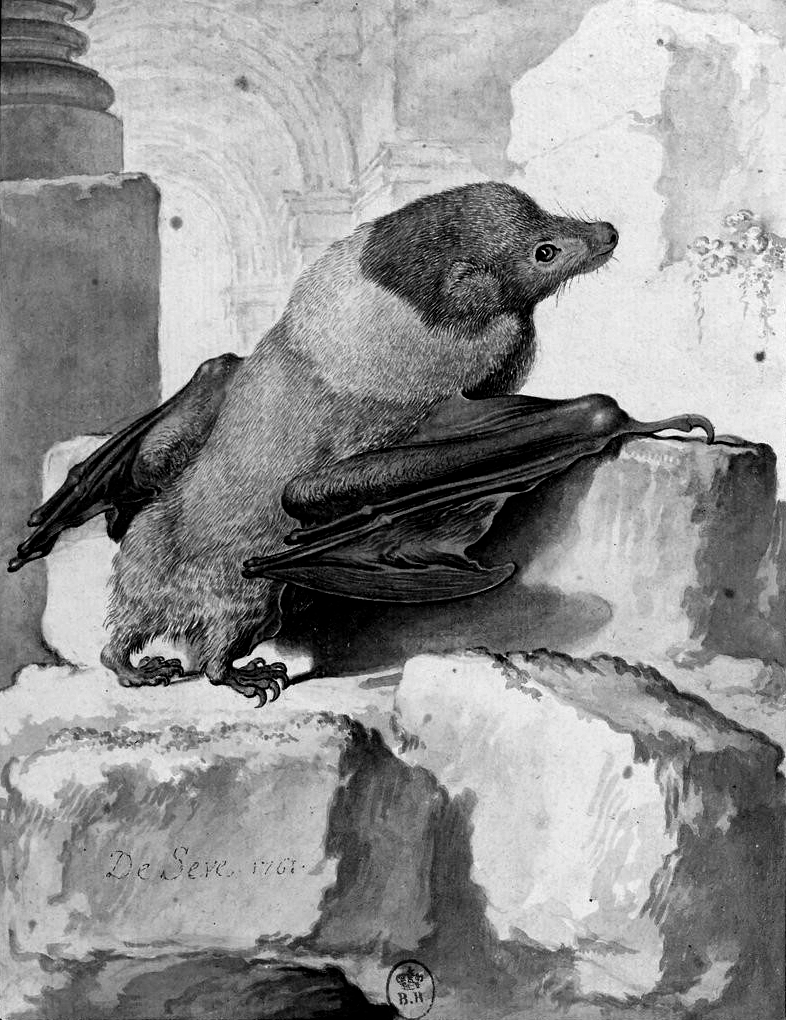
マスカリンオオコウモリは過剰な狩猟により絶滅した。

2014年時点で国際自然保護連合はオオコウモリの4分の1を危急種以上と評価している。食用や薬用に狩猟されており、人間活動は大きな脅威である。農業、特に果物の害獣として駆除されることもある。2024年時点でIUCNは199種のオオコウモリを評価しており、その内訳は以下の通りである。
- 絶滅: 6種 (3.0%)
- 近絶滅種: 8種 (4.0%)
- 絶滅危惧種: 28種 (13.9%)
- 危急種: 37種 (18.4%)
- 近危急種: 19種 (9.5%)
- 低危険種: 89種 (44.3%)
- データ不足: 14種 (7.0%)

### 脅威

#### 人による脅威

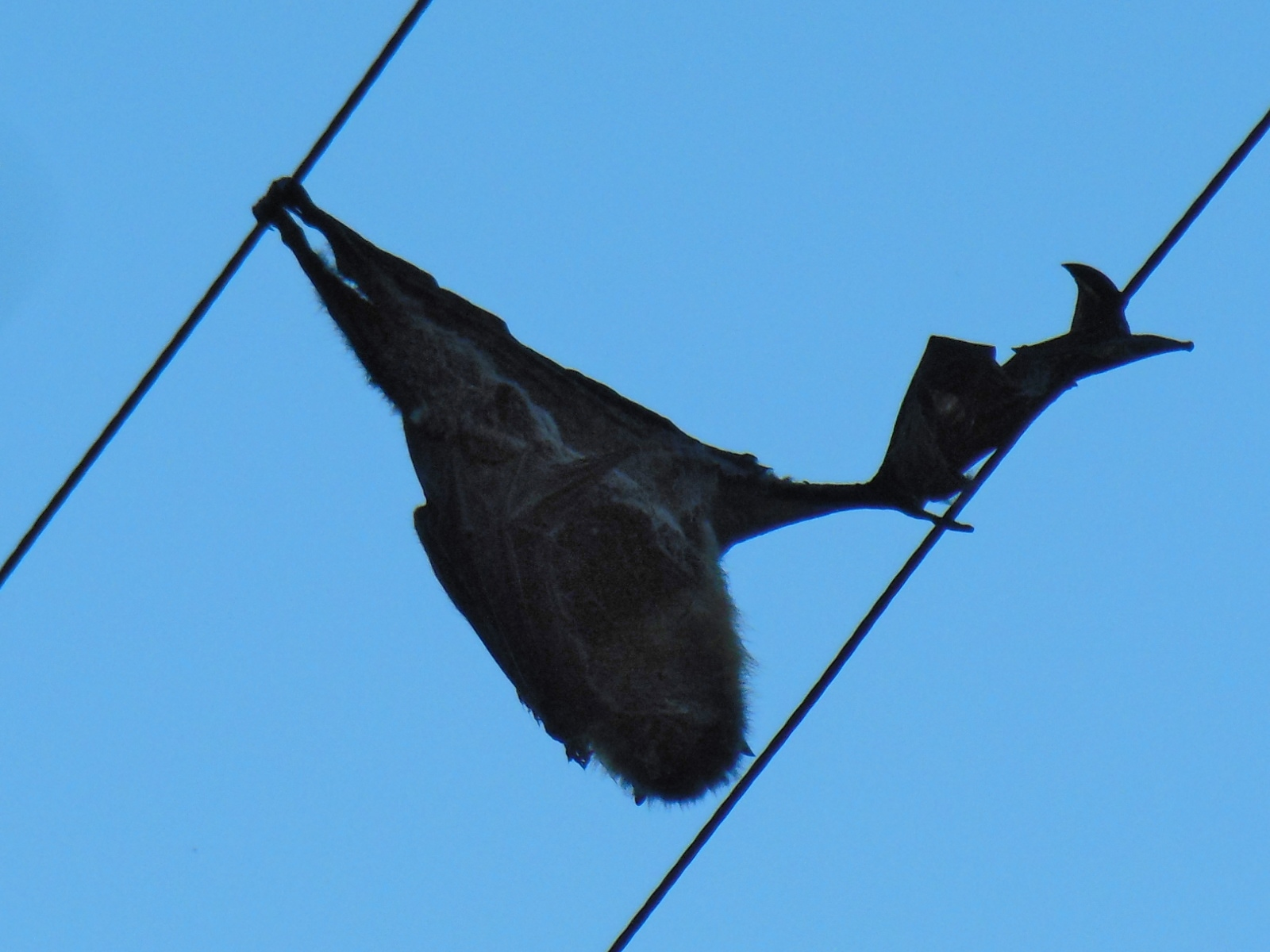
電線で感電死したオオコウモリ

人間による生息地の破壊が脅威となっており、森林伐採は重要なねぐらや生息地の喪失に繋がる。森林伐採により在来の果樹が伐採され、食料の喪失も発生する。森林伐採と都市化により新たな道路が建設され、コロニーが乱獲されやすくなる。さらに、分断された森林は台風による被害を受けやすい:7。 洞窟のオオコウモリは人間による撹乱を受けており、グアノ採掘のために人々が洞窟にやって来る。洞窟は鉱物の採掘や観光によっても撹乱されている:8。
オオコウモリの半数は食用として狩猟されており、他のコウモリではわずか8%である。農作物への害獣とされ、迫害されることもある。一部のオオコウモリは在来の果樹を好むが、森林伐採によって食糧が減り、果物に頼らざるを得なくなる可能性がある:8。 害獣として射殺、撲殺、毒殺されたり、果物を守る網に絡まって死亡することもある。駆除により個体数が劇的に減少する可能性がある。モーリシャスでは2014年から2016年の間に4万匹以上のクマオオコウモリが駆除され、個体数は推定45％減少した。感電の被害も受けており、オーストラリアのある果樹園では、8週間で2万1000匹以上のオオコウモリが感電死したと推定されている。農家は食害を防ぐために果樹の上に電気網を張っているが、この網が損失を防ぐのに効果があるかどうかは疑問であり、ある農家によると電気網を設置しても1年間に100-120トンの果物がオオコウモリに奪われていると推定している。オオコウモリが架空送電線に飛び込むなど、偶発的な事故も起こる。
気候変動による影響もあり、オーストラリアでは1994年から2008年にかけて猛暑が続き、3万匹以上のオオコウモリが死亡した。雌や若い個体は暑さの影響を受けやすく、個体群の回復能力に影響する。海抜の低い環礁の固有種は、地球温暖化に伴う海面上昇も脅威となっている。

#### 自然の脅威
多くの種は単一の島の固有種であり、台風などの影響を受けやすい。1979年の台風により、ロドリゲスオオコウモリの個体数が半減した。台風による間接的な影響もあり、強風により木々の葉が落ちることでオオコウモリが目立ち、人間に狩られやすくなる。台風の後は食料資源が乏しくなり、地面に落ちた果物などを食べる必要があるが、猫、犬、豚などの天敵に狙われやすくなる。多くのオオコウモリは地殻変動が活発な環太平洋火山帯に分布しており、火山の噴火にも脅かされている。絶滅危惧種であるマリアナオオコウモリを含むオオコウモリは、2003年に始まった噴火によりアナタハン島からほぼ絶滅した。